# 广东工贸职业技术学院
广东工贸职业技术学院（简称广东工贸）是由广东省人民政府举办、教育部备案，广东省教育厅直属的全日制普通高等院校，位于中华人民共和国广东省广州市。学校代码：12953。

## 机构设置

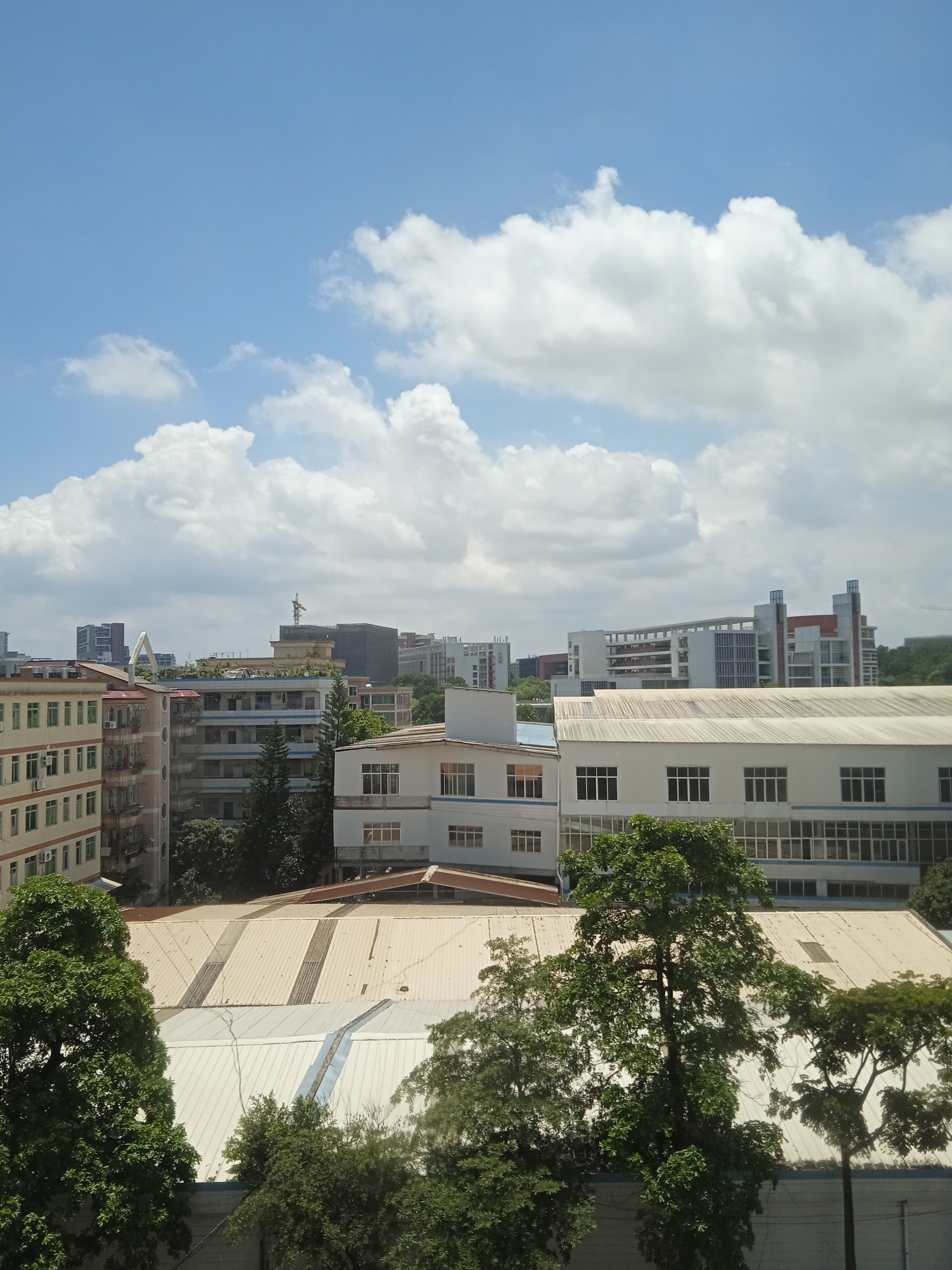
白云校区行知楼、明德楼

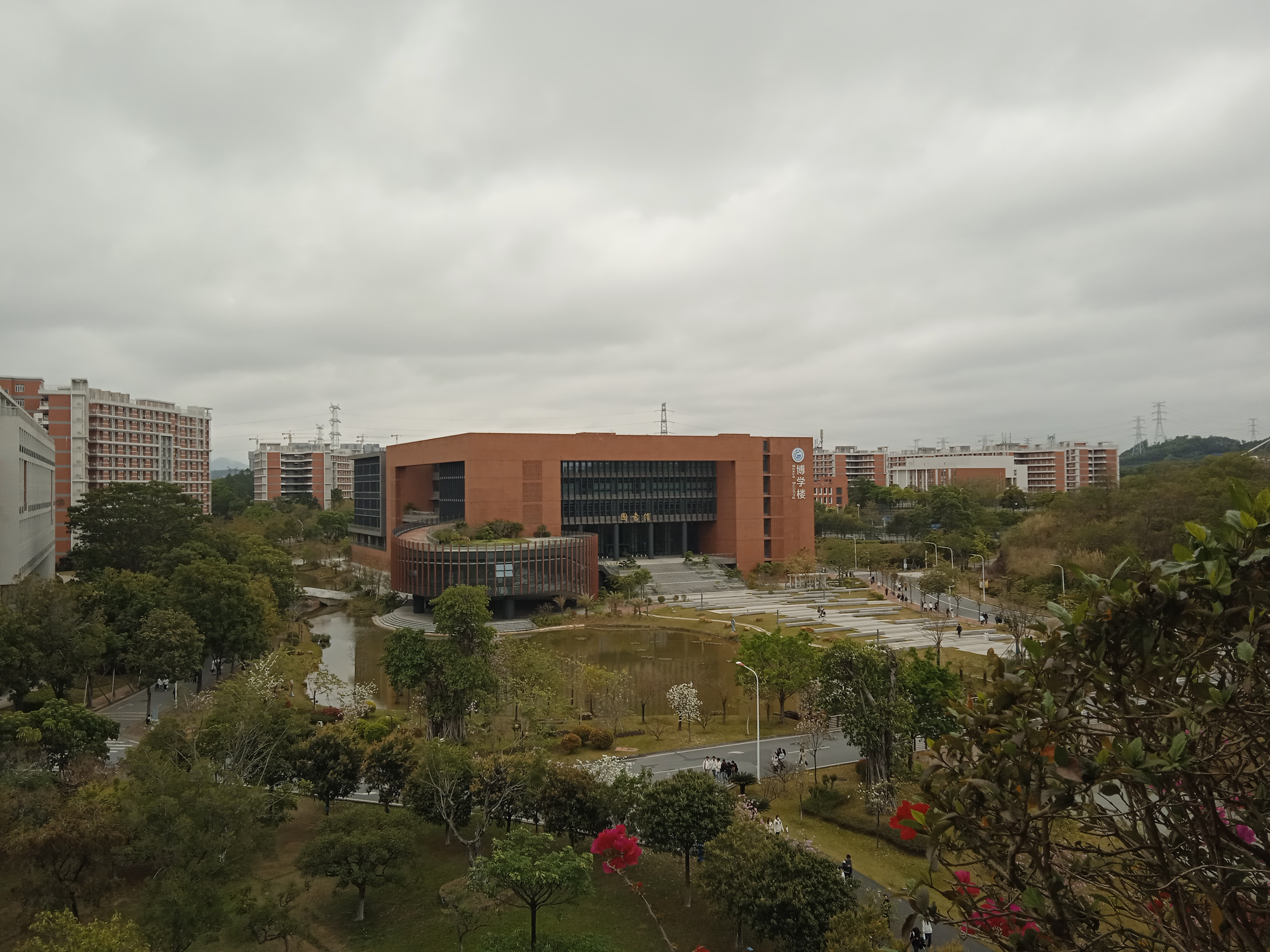
白云校区博学楼

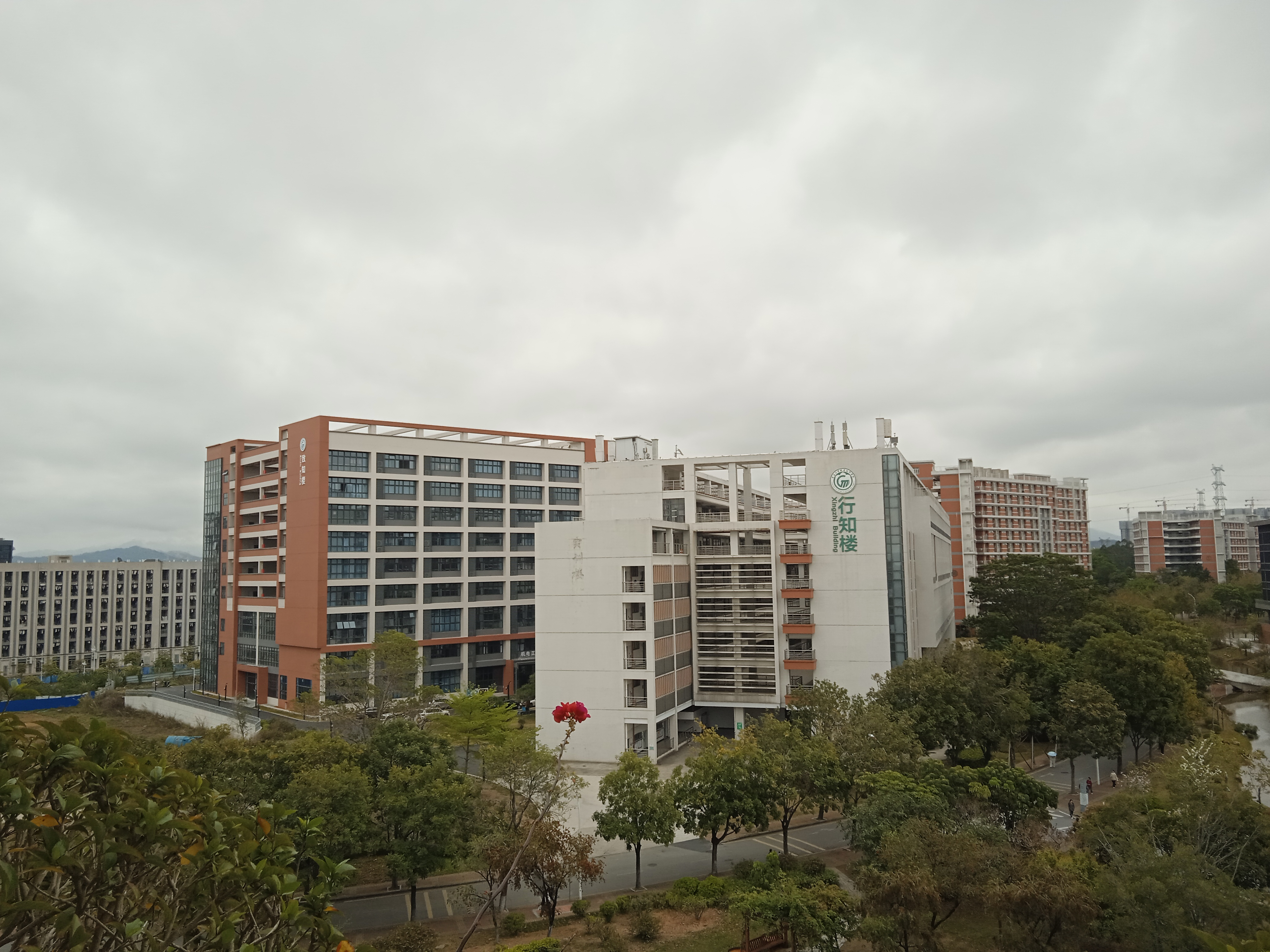
白云校区致知楼

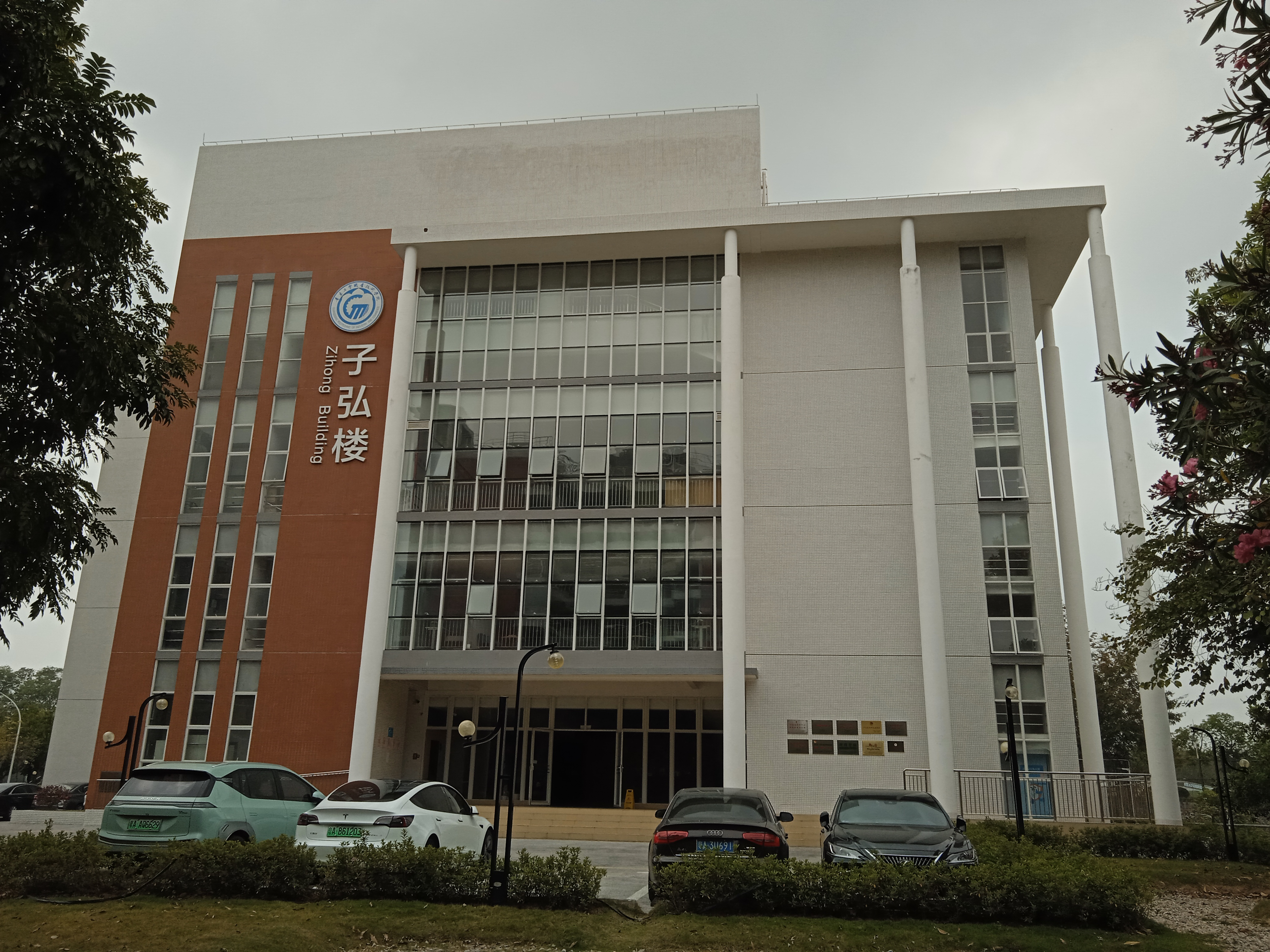
白云校区子弘楼

### 职能部门
- 党政办公室
- 纪检室
- 审计工作部
- 组织宣传统战部
- 学生工作部
- 人力资源部（教师工作部、教师发展中心）
- 教务部
- 科学技术部
- 财务部
- 总务后勤部
- 基础建设部
- 对外交流合作部
- 保卫部（武装部）
- 高职教育研究与发展中心

### 二级学院
- 测绘遥感信息学院
- 机电工程学院
- 汽车工程学院
- 工商管理学院
- 经济贸易学院
- 应用外语学院
- 计算机与信息工程学院
- 艺术与教育学院
- 培训与继续教育学院
- 马克思主义学院
- 体育与美育教学部
- 创新创业学院

### 教辅、群团机构
- 工会
- 团委
- 教学质量监测与评估中心
- 图书馆
- 信息中心
- 实训中心
- 招标采购及资产管理中心

## 白云校区楼栋分布
- 明德楼（教学楼）
- 行知楼（实训楼，1至3层为汽车工程学院的驻地）
- 致知楼（机电工程学院的驻地，2024年10月8日首次对外开放，2025年2月24日全面开业）
- 博学楼（测绘遥感信息学院、图书馆、信息中心、招标采购及资产管理中心的驻地，2023年4月23日首次对外开放，2023年9月10日全面开业）
- 天健楼（体育馆，2024年9月9日首次对外开放，2024年10月全面开业）
- 子弘楼（学生活动中心）
- 运动场
- 兰苑（第一饭堂）
- 桂苑（第二饭堂）
- 学生宿舍（第1至12、14、16栋）

### 博学楼
博学楼（工程名为“图书信息楼”）是本校测绘遥感信息学院、图书馆、学术报告厅、信息中心、综合档案室和招标采购及资产管理中心的驻地，也是本校行政办公区的所在地，于2020年9月22日开工，2021年11月15日实现主体结构封顶，2022年12月29日通过竣工验收，2023年4月23日率先开放一区（图书馆、学术报告厅、信息中心、综合档案室、招标采购及资产管理中心、行政办公区）。2023年9月10日，测绘遥感信息学院全部科室搬迁至博学楼二区。